# Новокрасное (Гомельская область)
Новокрасное (бел. Новакраснае) — деревня в Солтановском сельсовете Речицкого района Гомельской области Белоруссии.

## География

### Расположение
В 17 км на запад от Речицы, 6 км от железнодорожной станции Демехи (на линии Гомель — Калинковичи), 67 км от Гомеля.

## Транспортная сеть
Рядом автодорога Светлогорск — Речица. Планировка состоит из прямолинейной, близкой к меридиональной ориентации улицы, застроенной неплотно деревянными усадьбами.

## История
Основана в начале XX века переселенцами из соседних деревень. Наиболее активная застройка приходится на 1920-е годы. В 1930 году деревня Новое Красное. В 1930 году организован колхоз имени Владимира Ильича, работала кузница. Во время Великой Отечественной войны в июне 1943 года оккупанты полностью сожгли деревню. 15 жителей погибли на фронте. Согласно переписи 1959 года в составе учхоза СПТУ-178 (центр — деревня Старокрасное).
До 31 июля 2007 года в составе Демеховского сельсовета.

## Население

### Численность
- 2004 год — 13 хозяйств, 20 жителей.

### Динамика
- 1930 год — 51 двор, 257 жителей.
- 1959 год — 175 жителей (согласно переписи).
- 2004 год — 13 хозяйств, 20 жителей.